# Михеев, Иван Степанович
Ива́н Степа́нович Михе́ев (19 июня [1 июля] 1876, с. Ошторма-Юмья,  современный Кукморском районе Татарстана — 11 сентября 1937, по другим сведениям, 1941, 1944) — русский и удмуртский писатель, драматург и педагог, методист по удмуртскому и русскому языкам в школе.

## Биография
Родился 19 июня (1 июля) 1876 года в с. Ошторма-Юмья Мамадышского уезда Казанской губернии.
В 1895 году окончил Казанскую инородческую учительскую семинарию. После окончания семинарии работал помощником учителя в Центральной вотской школе в Карлыгане. С 1896 года — учитель образцового начального удмуртского училища при Казанской учительской семинарии. В 1913 году был уволен из училища за причастность к волнениям учащихся в этой семинарии, до 1917 года занимался подготовкой учебно-методической литературы и издательской деятельностью в Казани.
В 1918—1924 годах работал в удмуртском издательстве при Наркомнаце в Казани.
В 1924—1929 годах преподавал на рабфаке Казанского восточно-педагогического института, с 1929 — в учебных заведениях Средней Азии в городах Ходжент, Сталинабад, Самарканд; с 1936 года — в Марийском государственном педагогическом институте на кафедре русского языка и методики.
В 1937 году за критику учебных программ Наркомпроса Михеев был обвинён в нарушении учебных программ и планов, в антисоветских действиях, объявлен «врагом народа» и в том же году расстрелян. Реабилитирован посмертно.

## Учебно-методическая деятельность
И. С. Михеев в начале XX века предложил систему обучения нерусских народов грамоте на родном и русском языках. Освоение курса начинал на родном языке учащихся, после овладения ими элементарными школьными навыками переходил к обучению русскому языку на «разговорных уроках». В обучении на русском языке главным считал усвоение «элементарного синтаксиса», прежде всего из практики живой разговорной речи и устных и письменных упражнений. Свои приёмы обучения Михеев называл «методом целых предложений».
Создал серию учебников на русском языке: «Наглядный букварь и первая книга…» (1903), книги для чтения, сборники упражнений в сочинениях и рассказах по картинкам, грамматических упражнений (в 2-х частях), наглядный арифметический задачник, удмуртский букварь, первая книга для чтения (1907). Составил руководства к ведению «разговорных уроков» и к книгам для чтения.

## Основные труды[3]
- Грамматические упражнения в начальной школе. 3-е изд. — Казань, 1905. Ч. II.
- Наглядный русский Букварь и Первая книга для чтения и практических упражнений в русском языке для инородцев. — Казань, 1906.
- Вторая книга для чтения и практических упражнений в русском языке для инородцев. — Казань, 1906; Изд. 2-е. — Казань, 1908.
- Первая книга для чтения на вотском языке. — Казань, 1907.
- Руководство к ведению разговорных уроков по русскому языку в инородческих школах. — Казань, 1910.
- Русская грамматика: Элементарный курс. — Казань, 1914.
- Лыдӟон книга. — Казань: Вотский изд. подотдел, 1921. 117 с.
- Основные правила русской грамматики для нацмен. — Казань, 1926; Изд-е 2-е. — Казань, 1928.
- Методика преподавания русской грамматики в школах нацмен. — Казань, 1929.

### Другие произведения
Три года диавола возил